# Patrick McCabe
Patrick McCabe (rođen 27. ožujka 1955. godine, Clones, Irska) je jedan od trenutno najčitanijih irskih pisaca, rođen je 1955. u Clonesu. Njegovi turobni i napeti romani, naturalističke fakture, oslikavaju mračnu stranu gradića ili sela suvremene Irske. Kod nas su prevedeni Mali mesar (The Butcher Boy, 1992) te Doručak na Plutonu (Breakfast on Pluto, 1998) te su bili u najužem izboru za Bookerovu nagradu, i oba je ekranizirao redatelj Neil Jordan. List Irish Independent proglasio je McCabeov najnoviji roman Snježna šuma (Winterwood) najboljim irskim romanom 2007. godine.
McCabe i redatelj Kevin Allen su organizatori glazbenog festivala ''Flatlake festival'', koj se održava jednom godišnje.

## Djela
- The Adventures of Shay Mouse (1985)
- Music on Clinton Street (1986)
- Carn (1989)
- The Butcher Boy (1992)
- The Dead School (1995)
- Breakfast on Pluto (1998)
- Mondo Desperado (1999)
- Emerald Germs of Ireland (2001)
- Call Me the Breeze (2003)
- Winterwood (2006)
- The Holy City (2009)
- The Stray Sod Country (2010)